# Open Your Box
Open Your Box ist das zweite eigenständige Remixalbum von Yoko Ono. Gleichzeitig ist es einschließlich der drei Avantgarde-Alben sowie Some Time in New York City, Double Fantasy, Milk and Honey und zweier Interviewalben mit ihrem Ehemann John Lennon, zweier Kompilationsalben und des Live-Albums der Plastic Ono Band das insgesamt dreiundzwanzigste Album Yoko Onos. Es wurde am 3. April 2007 in den USA veröffentlicht.

## Entstehungsgeschichte

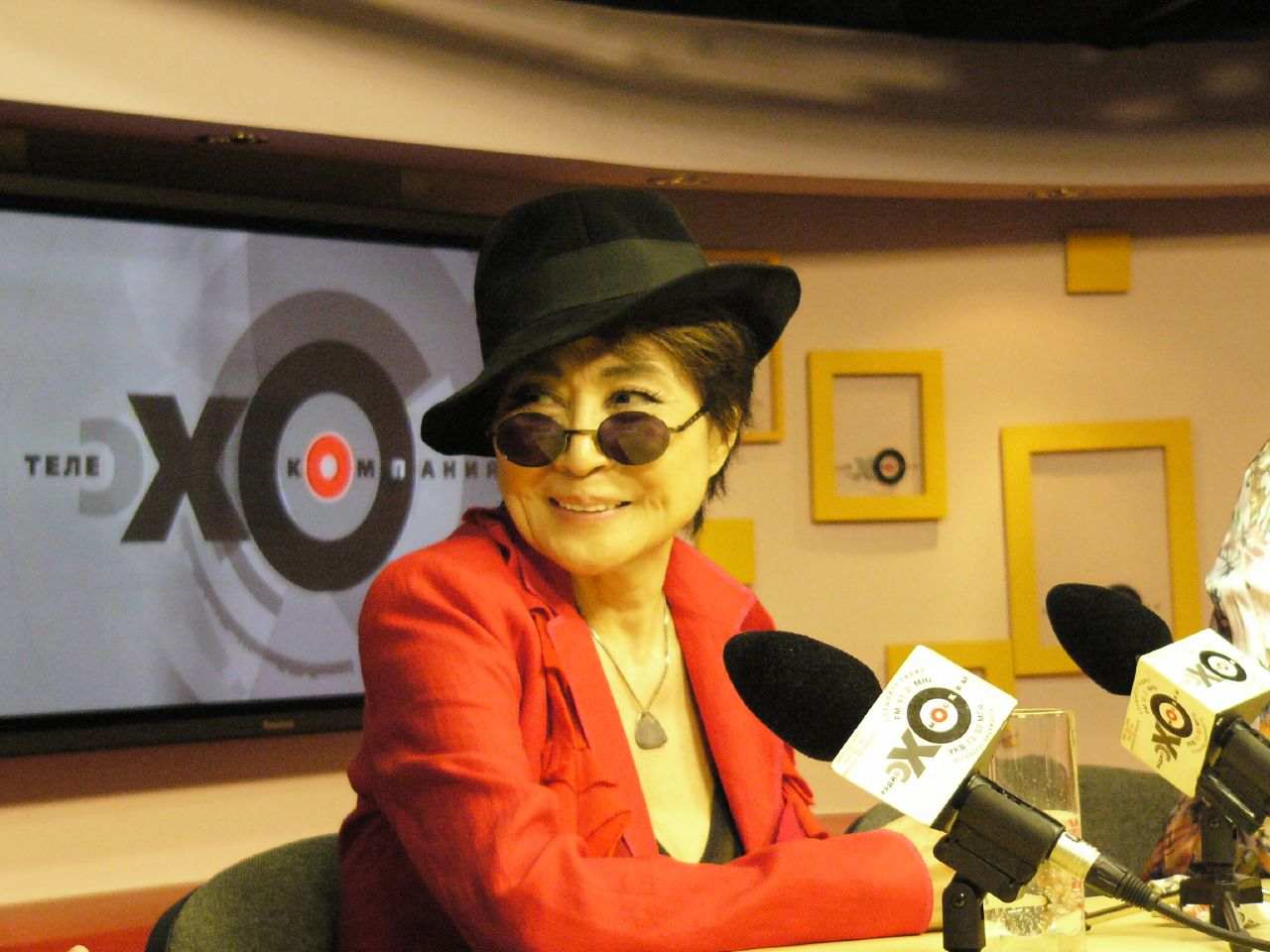
Yoko Ono 2007

Im Jahr 1980 planten Yoko Ono und John Lennon eine Yoko-Ono-EP mit dem Titel Yoko Only zu veröffentlichen, die folgende Titel enthalten sollte: Walking on Thin Ice sowie Remixe von Open Your Box, Kiss Kiss Kiss und Every Man Has a Woman Who Loves Him. Dieses Vorhaben wurde in dieser Form nicht mehr realisiert.
Ab dem Jahr 2001 mischten Remixer, so zum Beispiel die Pet Shop Boys, Orange Factory, Peter Rauhofer, und Danny Tenaglia, verschiedene Lieder von Yoko Ono neu ab, wobei darauf geachtet wurde, dass die Remixe „tanzbar“ sind und in Diskotheken eingesetzt werden können. Bei den Abmischungen wurde die ursprüngliche Instrumentierung oft durch Neuinstrumentierungen ergänzt oder sogar ersetzt. Der Name Yoko Ono wurde auf ONO verkürzt. Folgende Singles wurden bis zum Jahr 2007 veröffentlicht:
1. 2001: Open Your Box[1]
2. 2002: Kiss Kiss Kiss[2]
3. 2002: Yang Yang[3]
4. 2003: Walking on Thin Ice[4]
5. 2003: Will I / Fly[5]
6. 2004: Hell in Paradise[6]
7. 2004: Everyman… Everywoman…[7]

Im April 2003 erreichte der Remix von Walking on Thin Ice die Nummer-eins-Position der Billboard’s Dance/Club Play Charts der USA. Bis zum Jahr 2014 folgten zehn weitere Nummer-eins-Hits sowie fünf Top-Ten-Hits in diesen Charts. Für Open Your Box wurde das Prinzip beibehalten. Die unter der Titelliste aufgeführten Remixer verwendeten den Gesang von Yoko Ono und produzierten die Musik teilweise oder ganz dazu. Die sieben oben aufgeführten Singles befinden sich ebenfalls auf der CD, so dass das Album auch als ein Kompilationsalbum zu bezeichnen ist. Auf dem Cover der CD wurde wiederum lediglich der Name ONO erwähnt. Das weitere Remix-Album Yes, I’m a Witch erschien zwei Monate vorher, im Februar 2007. Dieses Album beinhaltet aber auch Balladen oder pop-orientierte Lieder und nicht nur Dance-Remixe. Aus dem Album wurde die Single You’re the One ausgekoppelt. Die folgenden Remix-Singles No, No, No (2007) und Give Peace a Chance (2008) befinden sich nicht oder in einer anderen Version auf dem Album. Ein weiteres Kompilationsalbum, das Remixe von Yoko Ono enthält, trägt den Titel Onomix und erschien am 18. September 2012 ausschließlich im Download-Format.

## Cover
Die Covergestaltung erfolgte von Joshua Graver, das Coverfoto stammt von Albert Watson. Der CD liegt ein vierseitiges Faltblatt bei, das Information zum Album enthält.

## Titelliste
Alle Titel des Albums wurden von Yoko Ono komponiert.
1. You’re the One (Bimbo Jones Main Mix) – 5:26
2. Everyman Everywoman (Basement Jaxx Classic II Mix) – 4:27
3. Walking on Thin Ice (Felix da Housecat’s Tribute Mix) – 4:25
4. Hell in Paradise (Peter Rauhofer Reconstruction Mix) – 5:56
5. Give Me Something (Morel Pink Noise Vocal Mix) – 4:23
6. Walking on Thin Ice (Pet Shop Boys Electro Mix) – 5:32
7. I Don’t Know Why (Sapphirecut Mix) – 4:38
8. Yang Yang (Orange Factory Down & Dirty Mix) – 5:02
9. Will I (John Creamer & Stephane K Mix) – 5:18
10. Everyman Everywoman (Murk Space Mix) – 4:00
11. Kiss Kiss Kiss (Superchumbo Main Mix) – 3:49
12. Open Your Box (Orange Factory Club Mix) – 6:20
13. Walking on Thin Ice (Danny Tenaglia Walked Across the Lake Mix) – 7:51
14. Give Peace a Chance (DJ Dan Vocal Mix) – 5:48

## Single-Auskopplungen

### You’re the One
Im April 2007 wurde in den USA die CD-Single You’re the One (Bimbo Jones Main Mix) veröffentlicht. Die Single erreichte den Platz 2 der Billboard’s Dance/Club Play Charts der USA.

## Chartplatzierungen
Das Album verfehlte den Einstieg in die offiziellen Hitparaden.